# تحریم‌ها علیه عراق
تحریم‌ها علیه عراق یک تحریم جامع مالی و تجاری بود که توسط شورای امنیت سازمان ملل متحد (UNSC) علیه عراق اعمال شد. آن‌ها در ۶ اوت ۱۹۹۰، چهار روز پس از حمله عراق به کویت، شروع شدند، تا ۲۲ مه ۲۰۰۳ (پس از برکناری صدام حسین از قدرت) تا حد زیادی به قوت خود باقی ماندند، و تا حدی از جمله غرامت به کویت ادامه یافتند. هدف اصلی اعلام شده از تحریم‌ها، وادار کردن عراق به عقب‌نشینی از کویت، پرداخت غرامت، و افشا و حذف هرگونه سلاح کشتار جمعی بود. در دسامبر ۲۰۲۱، بانک مرکزی عراق اعلام کرد که کل بدهی ۵۲ میلیارد دلاری خود به عنوان غرامت جنگی به کویت را پرداخت کرده‌است.
شورای امنیت سازمان ملل متحد با تصویب و اجرای قطعنامه ۶۶۱ شورای امنیت سازمان ملل در اوت ۱۹۹۰، تحریم‌های اقتصادی شدیدی را علیه عراق اعمال کرد. قطعنامه ۶۶۱ کلیه منابع تجاری و مالی را هم با عراق و هم با کویت اشغالی به جز دارو و مواد غذایی «در شرایط بشردوستانه» که واردات آنها به شدت تحت نظارت بود، ممنوع کرد. در آوریل ۱۹۹۱، پس از شکست عراق در جنگ خلیج فارس، قطعنامه ۶۸۷ ممنوعیت مواد غذایی را لغو کرد، اما تحریم‌ها با تجدیدنظرها، از جمله ارتباط با حذف سلاح‌های کشتار جمعی، همچنان به قوت خود باقی ماندند.
علیرغم مفاد قطعنامه۷۰۶، قطعنامه۷۱۲ و قطعنامه۹۸۶، سازمان ملل و دولت عراق نتوانستند بر سر شرایط برنامه نفت در برابر غذا (OFFP) به توافق برسند که عملاً نفت عراق را برای چندین سال از بازار جهانی منع کرد.. هنگامی که در نهایت در سال۱۹۹۶ یک یادداشت تفاهم منعقد شد، برنامه نفت در برابر دارو به عراق اجازه داد تا صادرات نفت را در مقادیر کنترل شده از سر بگیرد، اما وجوه به صورت امانی نگهداری می‌شد و اکثر خریدهای عراق باید به صورت انفرادی توسط «کمیته تحریم‌های عراق» تأیید می‌شد. متشکل از پانزده عضو شورای امنیت سازمان ملل متحد. (علاوه بر این، برخی از وجوه برای غرامت‌های کویت دریغ شد) رژیم تحریم‌ها به‌طور مستمر در پاسخ به نگرانی فزاینده بین‌المللی در مورد آسیب‌های غیرنظامی منتسب به تحریم‌ها اصلاح می‌شد. در نهایت، تمام محدودیت‌های مربوط به مقدار صادرات نفت عراق برداشته شد (طبق قطعنامه ۱۲۸۴)، و بخش بزرگی از خریدهای عراق از قبل تأیید شد (طبق قطعنامه ۱۴۰۹)، به استثنای مواردی که شامل فناوری استفاده دوگانه می‌شد. در سال‌های بعد، عراق برنامه نفت در برابر دارو را برای تولید ارز برای معامله‌های غیرقانونی دستکاری کرد، در حالی که برخی از کشورهای همسایه شروع به نادیده گرفتن کامل تحریم‌ها کردند که به بهبود اقتصادی متوسط کمک کرد. به نظر می‌رسد با کاهش واردات مواد غذایی، تحریم‌ها نقشی در تشویق عراق به خودکفایی بیشتر کشاورزی ایفا کرده‌است، هرچند سوءتغذیه در میان عراقی‌ها گزارش شده‌است.
اثرهای تحریم‌ها بر جمعیت غیرنظامی عراق مورد مناقشه بوده‌است. در حالی که عموماً اعتقاد بر این بود که تحریم‌ها میزان مرگ و میر کودکان را بیش از دو برابر کرده‌است، تحقیق‌های پس از حمله آمریکا به عراق در سال۲۰۰۳ نشان می‌دهد که داده‌های رایج مورد استناد توسط رژیم صدام حسین بررسی شده‌است و «هیچ افزایش عمده‌ای در مرگ و میر کودکان مشاهده نشده‌است. در عراق پس از سال ۱۹۹۰ و در دوران تحریم» با این وجود، تحریم‌ها به کاهش قابل توجه درآمد سرانه ملی عراق، به‌ویژه قبل از معرفی برنامه نفت در برابر دارو کمک کرد. اکثر تحریم‌های شورای امنیت سازمان ملل از دهه ۱۹۹۰ به‌جای همه‌گیر بودن، هدفمند بوده‌اند، تغییری که تاحدی ناشی از نگرانی‌هایی است که تحریم‌های عراق آسیب‌های نامتناسبی به غیرنظامیان وارد کرده‌است.

## درخواست‌های قبلی برای تحریم عراق
علیرغم استفاده گسترده عراق از سلاح‌های شیمیایی علیه ایران پس از انقلاب ۱۳۵۷، دولت ریگان عموماً از عراق در طول جنگ ایران و عراق حمایت کرد. در پاسخ به حملات شیمیایی بیشتر عراق علیه اقلیت کرد آن پس از پایان جنگ با ایران، در سپتامبر ۱۹۸۸ سناتورهای ایالات متحده، کلیبورن پل و جسی هلمز، خواستار تحریم‌های اقتصادی جامع علیه عراق، از جمله تحریم نفتی و محدودیت‌های شدید شدند. صادرات فناوری با استفاده دوگانه اگرچه قانون متعاقب آن در سنای ایالات متحده تصویب شد، اما با مخالفت شدید مجلس نمایندگان مواجه شد و به قانون تبدیل نشد. علیرغم محکومیت علنی جورج شولتز، وزیر امور خارجه، حملات شیمیایی «غیرموجه و نفرت‌انگیز» عراق، چندین منافع تجاری ایالات متحده با روابط با عراق علیه تحریم‌ها لابی کردند، مانند وزارت امور خارجه. به گفته پل در اکتبر ۱۹۸۸: «منافع کشاورزی با تعلیق یارانه مالیات دهندگان برای صادرات محصولات کشاورزی به عراق مخالفت کردند؛ صنعت نفت به تحریم نفت اعتراض کرد اگرچه منابع جایگزین به راحتی در دسترس است. حتی یک شرکت شیمیایی تماس گرفت تا بررسی کند که چگونه محصولاتش ممکن است تحت تأثیر قرار گیرد.»

## مدیریت
همان‌طور که توسط سازمان ملل (UN) توصیف شد، قطعنامه ۶۶۱ شورای امنیت سازمان ملل متحد (UNSC) تحریم‌های جامعی را علیه عراق در پی حمله این کشور در اوت ۱۹۹۰ به کویت اعمال کرد. این تحریم‌ها شامل محدودیت‌های سختی هم برای اقلام قابل واردات به عراق و هم برای اقلام قابل صادرات بود. قطعنامه‌های ۶۶۰، ۶۶۱، ۶۶۲، ۶۶۴، ۶۶۵، ۶۶۶، ۶۶۷، ۶۶۹، ۶۷۰، ۶۷۴، ۶۷۷، ۶۷۸ و۶۸۷ اهداف از بین بردن سلاح‌های کشتار جمعی، حمایت از هر گونه سلاح‌های کشتار جمعی، حمایت از سلاح‌های کشتار جمعی و گسترش سلاح‌های کشتار جمعی را بیان می‌کند. مجبور کردن عراق به پرداخت غرامت جنگی و تمام بدهی‌های خارجی.

### محدودیت در واردات
زمانی که برنامه نفت در برابر غذا (OFFP) به عراق اجازه داد صادرات نفت را در سال ۱۹۹۶ از سر بگیرد، درآمد حاصل در امان ماند. عراق باید از «کمیته تحریم‌های عراق» (یعنی پانزده عضو شورای امنیت سازمان ملل) درخواست می‌کرد که خریدهای آن را به‌طور جداگانه تأیید کنند، طبق گفته وزارت امور خارجه ایالات متحده، «مواد غذایی و برخی مواد پزشکی، بهداشتی و کشاورزی معاف از بررسی هستند». (علاوه بر این، برخی از درآمدها برای مقاصد دیگر، به ویژه غرامت به کویت، هدایت شد.) در ماه مه ۲۰۰۲، این فرایند با قطعنامه ۱۴۰۹ ساده شد، که «فهرست بررسی کالاها» را برای اقلام دو منظوره ایجاد کرد. از آن زمان به بعد، سایر خریدهای عراقی به صورت خودکار تأیید شدند، در حالی که موارد ذکر شده به‌طور جداگانه بررسی شدند.

### اجرای تحریم‌ها

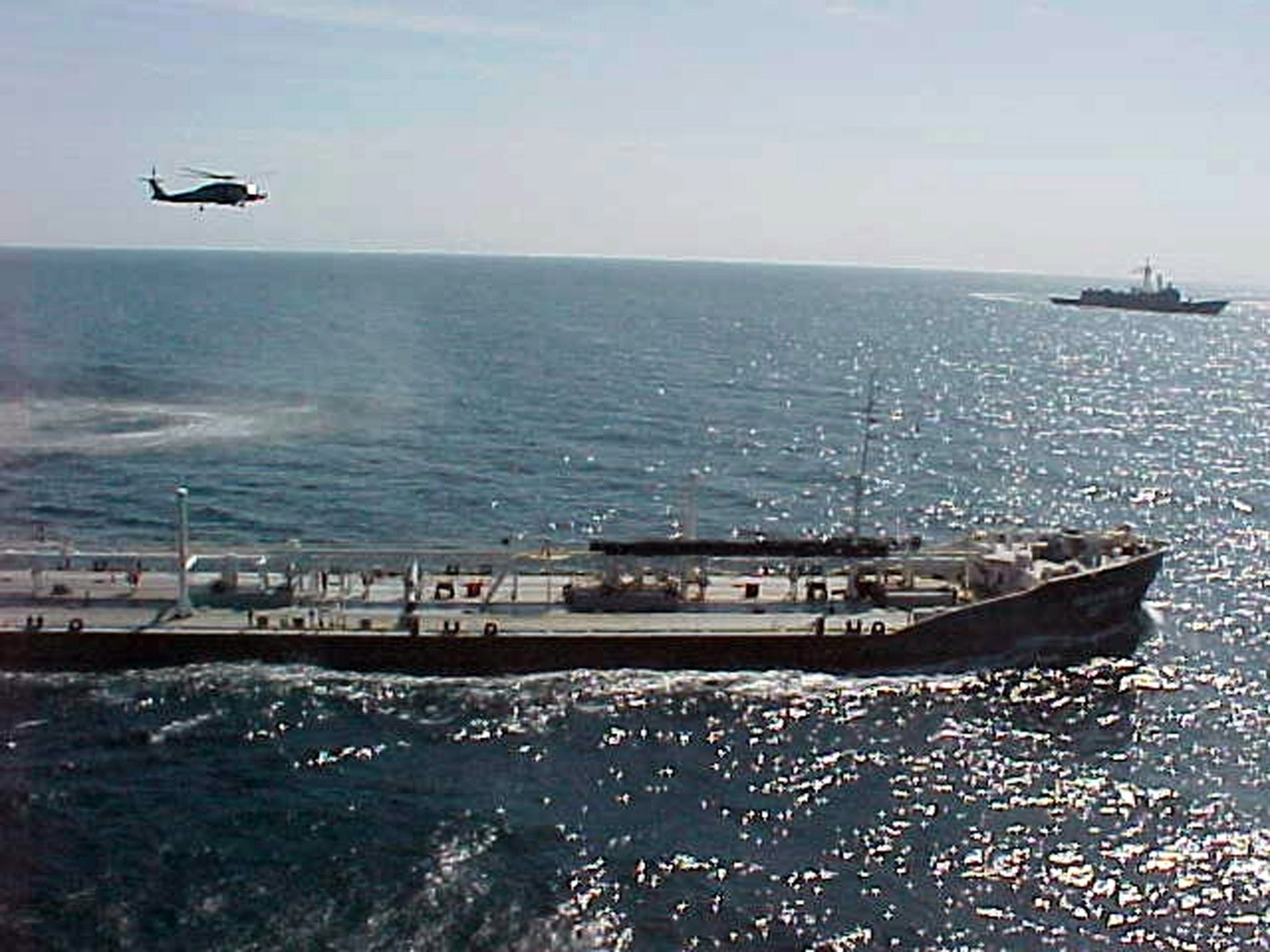
یک هلیکوپتر آمریکایی بر نفتکش روسی Volgoneft-147 سایه انداخته‌است

اجرای تحریم‌ها در درجه اول با استفاده از نیروی نظامی و تحریم‌های قانونی بود. پس از تصویب قطعنامه ۶۶۵ شورای امنیت، یک نیروی رهگیری چند ملیتی توسط ایالات متحده سازماندهی و رهبری شد تا کشتی‌ها، محموله‌ها و خدمه مظنون به حمل بار به یا از عراق را رهگیری، بازرسی و احتمالاً توقیف کند.
جنبه قانونی تحریم‌ها شامل اجرا از طریق اقدام‌های انجام شده توسط دولت‌های فردی بود. در ایالات متحده، اجرای قانونی توسط دفتر کنترل دارایی‌های خارجی (OFAC) انجام می‌شد. به عنوان مثال، دفتر کنترل دارایی‌های خارجی در سال ۲۰۰۵، کتی کلی را به دلیل اهدای دارو و سایر لوازم بشردوستانه به عراقی‌ها بدون دریافت مجوز صادراتی طبق قانون، ۲۰۰۰۰ دلار جریمه کرد.

### اثربخشی
یک اجماع عمومی وجود دارد که تحریم‌ها به اهداف صریح محدود کردن سلاح‌های عراق دست یافت. به عنوان مثال، داگلاس جی. فیث، معاون وزیر دفاع ایالات متحده می‌گوید که تحریم‌ها عراق را از نظر نظامی کاهش داده‌است و جورج لوپز و دیوید کورترایت، محققان می‌گویند تحریم‌ها عراق را مجبور به پذیرش بازرسی و نظارت و گرفتن امتیاز از عراق در مسائل سیاسی کرد مانند اختلاف مرزی با کویت و جلوگیری از بازسازی نیروهای دفاعی عراق پس از جنگ خلیج فارس؛ و جلوگیری از واردات مواد و فناوری‌های تولید سلاح‌های کشتار جمعی.» صدام به بازجویی اداره تحقیق‌های فدرال خود (اف‌بی‌آی) گفت که سلاح‌های عراق «با تحریم‌های سازمان ملل حذف شده‌است».

## برنامه نفت در برابر غذا
از آنجایی که تأثیرهای بشردوستانه تحریم‌ها به یک موضوع نگرانی بین‌المللی تبدیل شد، چندین قطعنامه سازمان ملل ارائه شد که به عراق اجازه داد نفت خود را با کالاهای مورد تأیید مانند غذا و دارو مبادله کند. اولین آن‌ها، قطعنامه ۷۰۶ ۱۵ اوت ۱۹۹۱، فروش نفت عراق را در ازای غذا مجاز می‌دانست، که با قطعنامه ۷۱۲ در سپتامبر ۱۹۹۱ مجدداً تأیید شد. سازمان ملل می‌گوید که «دولت عراق این پیشنهادهای را رد کرد». در نتیجه، عراق عملاً برای چندین سال از صادرات نفت به بازار جهانی منع شد.
در آوریل ۱۹۹۵، برنامه نفت در برابر غذا (OFFP) به‌طور رسمی تحت قطعنامه ۹۸۶ شورای امنیت ایجاد شد، اما این قطعنامه تا زمانی که عراق در ماه مه ۱۹۹۶ یادداشت تفاهم (MOU) را با سازمان ملل متحد امضا نکرد، اجرا نشد. بر اساس برنامه نفت در برابر دارو، سازمان ملل می‌گوید که «عراق مجاز بود هر شش ماه یکبار ۲ میلیارد دلار نفت بفروشد که دو سوم آن برای رفع نیازهای بشردوستانه عراق استفاده شود. در سال ۱۹۹۸، محدودیت در سطح صادرات نفت عراق… هر شش ماه یکبار به ۲۶٫۵ میلیارد دلار افزایش یافت و دوباره دو سوم درآمدهای نفتی برای رفع نیازهای بشردوستانه مردم عراق تخصیص یافت.» در تکرارهای بعدی برنامه نفت در برابر دارو (طبق قطعنامه۱۲۸۴ دسامبر ۱۹۹۹)، هیچ محدودیتی برای صادرات نفت عراق وجود نداشت و سهم درآمد اختصاص یافته به کمک‌های بشردوستانه به ۷۲ درصد افزایش یافت. ۲۵ درصد از درآمد (که در امان نگه داشته شد) به صندوق غرامت کویت، و ۳ درصد به برنامه‌های سازمان ملل مربوط به عراق هدایت شد. اولین محموله‌های مواد غذایی در مارس ۱۹۹۷ وارد شد و داروها در ماه مه ۱۹۹۷ وارد شدند. سازمان ملل یادآوری می‌کند که «در طول عمر برنامه، شورای امنیت تأکید اولیه خود را بر غذا و دارو گسترش داد تا شامل بازسازی زیرساخت‌ها شود.» سازمان ملل، به‌جای دولت عراق، برنامه نفت در برابر دارو را در منطقه کردستان عراق اداره کرد.
در حالی که برنامه نفت در برابر دارو به بهبود شرایط جمعیت اعتبار دارد، اما از بحث و جدل خالی نبود. وزارت امور خارجه آمریکا از دولت عراق به دلیل هزینه ناکافی این پول انتقاد کرد. در سال‌های۲۰۰۴ تا ۲۰۰۵، برنامه نفت در برابر دارو به دلیل فساد اداری مورد توجه رسانه‌ها قرار گرفت، زیرا ادعاهایی مبنی بر اینکه عراق به‌طور سیستماتیک کوپن‌های نفت را به قیمت‌های پایین‌تر از بازار در ازای برخی از درآمدهای حاصل از فروش مجدد خارج از محدوده برنامه فروخته‌است. تحقیق‌های افراد و شرکت‌ها را از ده‌ها کشور درگیر کرده‌است. در سال ۲۰۰۵، تحقیق‌های سازمان ملل به رهبری پل ولکر نشان داد که مدیر برنامه نفت در برابر دارو، بنون سوان، شخصاً ۱۴۷۱۸۴ دلار رشوه از دولت صدام دریافت کرده‌است که سوان آن را رد کرد.
در اواخر دهه ۱۹۹۰، اقتصاد عراق نشانه‌هایی از رشد متوسط را نشان داد که تا سال ۲۰۰۳ ادامه داشت: تولید ناخالص داخلی عراق از ۱۰٫۸ میلیارد دلار در سال ۱۹۹۶ به ۳۰٫۸ میلیارد دلار در سال ۲۰۰۰ افزایش یافت. برنامه نفت در برابر دارو عامل اصلی این رشد بود، زیرا منجر به ورود ارز سخت شد که به کاهش تورم کمک کرد. (یکی دیگر از عوامل معامله‌های غیرقانونی بود، زیرا بسیاری از کشورها شروع به نادیده گرفتن تحریم‌ها کردند) در حالی که تجارت داخلی و خارجی احیا شد، این امر منجر به افزایش قابل توجهی در استاندارد زندگی اکثریت جمعیت نشد. برعکس، دولت سعی کرد از سرازیر شدن منافع به مناطق شیعه نشین در جنوب عراق جلوگیری کند تا کشورهای بیشتری را به مخالفت با تحریم‌ها متقاعد کند. به گفته رابرت لیتواک، در سال ۲۰۰۰، درآمد سرانه ملی ۱۰۰۰ دلار آمریکا برآورد شد که کمتر از نیمی از آنچه در سال ۱۹۹۰ بوده‌است.

## تأثیر تحریم‌ها بر مردم عراق
نرخ بالای سوءتغذیه، کمبود تجهیزات پزشکی و بیماری‌های ناشی از کمبود آب سالم در طول تحریم‌ها گزارش شده‌است. در سال ۲۰۰۱، رئیس کمیته علمی انجمن پزشکی عراق درخواستی را به بی‌ام‌جی ارسال کرد تا به آن کمک کند تا آگاهی خود را از اثرهای فاجعه بار تحریم‌ها بر سیستم مراقبت‌های بهداشتی عراق افزایش دهد.
توماس نگی در شماره سپتامبر ۲۰۰۱ مجله پروگریسف استدلال کرد که اطلاعات و اقدام‌های دولت ایالات متحده در ده سال گذشته نشان می‌دهد که دولت ایالات متحده به‌طور عمدی اقدام به تخریب منابع آب عراق کرده‌است. مایکل روبین از نگی به دلیل استفاده «انتخابی» از منابع انتقاد کرد و استدلال کرد که «شواهد مستند نتیجه‌گیری نگی را آشکار می‌کند» و اظهار داشت که «اگر دولت صدام حسین توانسته‌است بیش از ۲ میلیارد دلار برای کاخ‌های جدید ریاست جمهوری از زمان پایان جنگ خلیج فارس هزینه کند و پیشنهاد اهدای نزدیک به ۱ میلیارد دلار برای حمایت از انتفاضه فلسطین، دلیلی وجود ندارد که تحریم‌ها را به‌دلیل تخریب سیستم‌های آب و فاضلاب مقصر بدانیم.»
دنیس هالیدی از ۱ سپتامبر ۱۹۹۷ به عنوان هماهنگ‌کننده امور بشردوستانه سازمان ملل متحد در بغداد، عراق در سطح دستیار دبیرکل منصوب شد. در اکتبر ۱۹۹۸ او پس از ۳۴ سال فعالیت در سازمان ملل استعفا داد تا آزادی انتقاد از رژیم تحریم‌ها را داشته باشد و گفت: «من نمی‌خواهم برنامه‌ای را اجرا کنم که تعریف نسل‌کشی را برآورده کند.» با این حال، سوفی بوخاری، روزنامه‌نگار پیک یونسکو، گزارش می‌دهد که «برخی از کارشناسان حقوقی در مورد استفاده از چنین اصطلاحاتی تردید دارند یا حتی مخالف هستند» و از ماریو بتاتی نقل می‌کند که «افرادی که چنین صحبت می‌کنند چیزی در مورد قانون نمی‌دانند. تحریم قطعاً بر مردم عراق تأثیر بدی گذاشته‌است، اما این به‌هیچ وجه جنایت علیه بشریت یا نسل‌کشی نیست.»

### تأثیر بر کشاورزی
در تمام دوران حکومت حزب بعث بر عراق، بخش کشاورزی ضعیف عمل کرده بود. کسانی در ایالات متحده که از تحریم‌ها حمایت می‌کردند معتقد بودند که تولید پایین کشاورزی در عراق (همراه با تحریم‌ها) منجر به «جمعیت گرسنه» می‌شود و «جمعیت گرسنه جمعیتی سرکش است». دولت عراق که متوجه اثرهای جدی تحریم‌ها بر عراق بود، توانست تولیدهای کشاورزی را از سال ۱۹۹۰ تا ۱۹۹۱ ،۲۴ درصد افزایش دهد. در سال‌های تحریم، بخش کشاورزی شاهد «رونق بی‌سابقه‌ای» بود. شورای فرماندهی انقلاب عراق (RCC) در این مدت چندین فرمان را برای افزایش عملکرد کشاورزی ارائه کرد. این احکام را می‌توان به سه دسته تقسیم کرد:
- آن‌ها مجازات‌های شدیدی را برای کشاورزان (یا صاحبان زمین) که قادر به تولید با ظرفیت کامل در زمین خود نیستند، وضع کردند.
- برنامه‌های دولتی تولید را ارزان‌تر (و در نتیجه برای کشاورزان و زمین‌داران سودآورتر) کرد.
- برنامه‌هایی برای افزایش میزان زمین‌های قابل کشت آغاز شد.

شورای فرماندهی انقلاب عراق در سال ۱۹۹۰ فرمان شماره ۳۶۷ را ارائه کرد که بیان می‌کرد تمام زمین‌هایی که توسط صاحبان آن‌ها تولیدی در آن‌ها نمی‌شد توسط دولت تصرف می‌شد. اگر مالک نتواند از تمام زمین‌های خود استفاده کند، آن را از دست می‌دهد. با این حال، سیاست شورای فرماندهی انقلاب عراق «همه چوب و بدون هویج» نبود. دولت دریافت اعتبار را برای کشاورزان و مالکان تسهیل کرد. در۳۰ سپتامبر ۱۹۹۰، وزارت کشاورزی اعلام کرد که وام کشاورزان و یارانه ماشین‌آلات و ابزار را ۱۰۰ برابر افزایش می‌دهد.. در اکتبر ۱۹۹۰، شورای فرماندهی انقلاب عراق اعلام کرد که در حال برنامه‌ریزی برای استفاده و بهره‌برداری از «هر اینچ از زمین‌های قابل کشت عراق» است. در حالی که نمی‌توان به آمارهای رسمی به‌طور کامل اعتماد کرد، آن‌ها رشد عظیمی را در زمین‌های قابل کشت نشان دادند: از ۱۶۴۴۶ دونوم در سال ۱۹۸۰ به ۴۵۰۴۶ در سال ۱۹۹۰. به نوبه خود، پروژه‌های آبیاری برای پاسخگویی به افزایش تقاضا برای آب در بخش کشاورزی عراق راه‌اندازی شد. افزایش تولیدهای کشاورزی به این معنی نیست که گرسنگی گسترده نبود. قیمت مواد غذایی در این مدت به شدت افزایش یافت. با این حال، به‌طور کلی تحریم‌ها شکست خوردند و (به‌طور غیرمستقیم) به بهبود بی‌سابقه‌ای در کشاورزی منجر شد و گروهی از کشاورزان را در مرکز عراق ایجاد کرد که منافع خاصی در باقی ماندن تحریم‌ها داشتند. داده‌های سال ۱۹۹۰ نیز با این مشاهده‌ها مطابقت دارد که تخریب‌های ناشی از جنگ خلیج‌فارس ۱۹۹۱ ممکن است بیشتر از خود تحریم‌ها برای کاهش ظرفیت عراق برای افزایش بیشتر تولید مواد غذایی مسئول باشد.
جوزف ساسون در مورد استفاده موفقیت‌آمیز عراق ازسهمیه‌بندی مواد غذایی برای کاهش اثرهای تحریم‌ها و جنگ اظهار نظر کرد و گفت که دولت عراق علیرغم اینکه منتقدان چنین نشان می‌دهند،کاملاً فاقد صلاحیت یا کارایی نیست.

### تخمین مرگ و میر ناشی از تحریم‌ها
تخمین‌های مرگ و میر بیش از حد در طول تحریم‌ها بسیار متفاوت است، از روش‌های متفاوتی استفاده می‌کند و بازه‌های زمانی متفاوتی را پوشش می‌دهد. رقم ۵۰۰۰۰۰ مرگ کودک برای مدت طولانی به‌طور گسترده مورد استناد قرار می‌گرفت، اما تحقیق‌های اخیر نشان داده‌است که این رقم نتیجه داده‌های نظرسنجی است که توسط رژیم صدام حسین دستکاری شده‌است.
برآورد لنست در سال ۱۹۹۵، تعداد مرگ و میر بیش از حد کودکان زیر پنج سال را ۵۶۷۰۰۰ مورد عنوان کرد، بر اساس یک نظرسنجی با حجم نمونه کوچک سازمان غذا و کشاورزی(FAO) که در بغداد با مصاحبه‌کنندگان دولت عراق انجام شد و مرگ و میر کودکان را نشان داد. نرخ حدود ۲۰۰ مرگ در هر ۱۰۰۰ تولد چندین برابر بیشتر از نرخ گزارش شده قبلی. وقتی سارا زیدی، یکی از نویسندگان همکار این مطالعه، در سال‌های ۱۹۹۶ و ۱۹۹۷ نظرسنجی‌های بعدی را با مصاحبه‌گران اردنی انجام داد، «بسیاری از مرگ‌ها در مصاحبه‌های مجدد تأیید نشدند. علاوه بر این، مشخص شد که برخی از سقط جنین و مرده‌زایی در سال ۱۹۹۵ به اشتباه به عنوان مرگ و میر کودکان طبقه‌بندی شده‌است.» نرخ مرگ و میر کودکان پیشنهاد شده توسط نظرسنجی زیدی در سال ۱۹۹۶ (۳۸ در ۱۰۰۰) کمتر از یک پنجم رقم ۱۹۹۵ (۲۰۶ در ۱۰۰۰) بود. زیدی همچنان نگران شرایط بشردوستانه در عراق بود، اما صریحاً مشکل تکرار را تصدیق کرد، در آن زمان این فرضیه را مطرح کرد که «تخمین دقیق مرگ و میر کودکان در عراق احتمالاً بین این دو بررسی قرار دارد.» او بعداً به مایکل اسپاگات گفت: «حدس من این است که «برخی» نقشه‌برداران عراقی مرگ‌هایی را ثبت کرده‌اند که اتفاق نیفتاده یا کودک خارج از محدوده زمانی فوت کرده‌است، اما برعکس آن را مشخص کرده‌اند.
یک مطالعه دقیق‌تر و به ظاهر معتبرتر در سال ۱۹۹۹ یونیسف به نام «بررسی مرگ و میر کودکان و مادران در عراق» (ICMMS)، با استفاده از داده‌های نظرسنجی از نزدیک به ۴۰۰۰۰ خانوار که دوباره توسط کارگران میدانی دولت عراق (به استثنای منطقه خودمختار کردستان) گردآوری شده بود، تقریباً محاسبه کرد. ۵۰۰۰۰۰ کودک در نتیجه تحریم‌ها جان خود را از دست داده‌اند، بر اساس این فرض که میزان مرگ و میر کودکان بیش از دو برابر شده‌است از ۵۶ مرگ در هر ۱۰۰۰ تولد (طی سال‌های ۱۹۸۹–۱۹۸۴) به ۱۳۱ مرگ در هر ۱۰۰۰ تولد (طی سال‌های ۱۹۹۹–۱۹۹۴). قابل توجه است که بررسی مرگ و میر کودکان و مادران در عراق کاهش ثابتی در میزان مرگ و میر کودکان پس از سال ۱۹۹۲ در مناطقی که داده‌ها توسط مصاحبه‌گران کرد و نه دولت عراق جمع‌آوری شده بود، یافت. داده‌های محدود مرگ و میر کودکان از سرشماری عراق در سال ۱۹۹۷ با برخی از یافته‌های بررسی مرگ و میر کودکان و مادران در عراق ناسازگار بود، و بسیار بعد، مطالعه‌ای در سال ۲۰۱۷ در بی‌ام‌جی "تقلب نظرسنجی یونیسف در سال ۱۹۹۹" را "یک کلاهبرداری به خصوص استادانه" توصیف کرد. سه نظرسنجی جامع (با استفاده از تاریخچه تولد کامل) که از سال ۲۰۰۳ انجام شده‌است - یعنی بررسی شرایط زندگی عراق در سال ۲۰۰۴ (ILCS) که در ابتدا توسط کمیته ولکر به دلیل یافتن مرگ و میر کودکان بسیار کمتر از حد انتظار، تخفیف داده شد و شاخص چندگانه بررسی‌های خوشه‌ای (MIC) که توسط یونیسف و وزارت بهداشت عراق (MOH) در سال ۲۰۰۶ و مجدداً در سال ۲۰۱۱ انجام شد، همه نشان دادند که میزان مرگ و میر کودکان در دوره ۱۹۹۵ تا ۲۰۰۰ تقریباً ۴۰ در هر۱۰۰۰ بوده‌است، به این معنی که هیچ مورد عمده‌ای وجود ندارد. افزایش مرگ و میر کودکان در عراق پس از اجرای تحریم‌ها. به‌عنوان نتیجه، «هیچ افزایش عمده‌ای در مرگ و میر کودکان» در نتیجه تهاجم سال۲۰۰۳ به عراق، بر خلاف ادعاهای مطرح شده توسط برخی از طرفداران آن، وجود نداشت. علیرغم رد مطالعه ۱۹۹۹ خود در سال ۲۰۰۶ و ۲۰۱۱، یونیسف هرگز به‌طور رسمی نتایج بررسی مرگ و میر کودکان و مادران در عراق را رد نکرد (یا داده‌های اساسی این نظرسنجی را برای عموم منتشر نکرد). با این‌حال، سازمان ملل ارقام رسمی مرگ و میر کودکان در عراق را اصلاح کرد تا با داده‌های تصحیح شده مطابقت داشته باشد.

## جنجال‌ها
محقق رامون داس، در مجله تحقیق‌های حقوق بشر مرکز حقوق عمومی نیوزیلند، هر یک از «چارچوب اخلاقی به‌طور گسترده پذیرفته شده» در زمینه نقض حقوق بشر عراق تحت تحریم مورد بررسی قرار، پیدا کردن که «مسوولیت اولیه استوار با شورای امنیت سازمان ملل متحد» تحت این چارچوب، از جمله حقوق فایده‌گرایی، کانتیانیسم اخلاقی، و نتیجه‌گرایی. در مقابل برخی از دانشگاهیان و مقام‌های آمریکایی و ملل متحد و شهروندان عراقی ادعا می‌کنند که این امر عواقب اجازه دادن به صدام برای ادامه سیاست‌های خود را بدون بازدارندگی و ظرفیت نامحدود نادیده می‌گیرد.

### جنجال در مورد اختلاف‌های منطقه‌ای
برخی از مفسران صدام حسین را مقصر مرگ بیش از حد در این دوره می‌دانند. به‌عنوان مثال روبین استدلال کرد که دولت‌های کرد و عراق به‌طور متفاوتی کمک‌هایی را انجام می‌دهند و بنابراین سیاست دولت عراق به‌جای خود تحریم‌ها باید مسؤولیت هرگونه اثرهای منفی را برعهده داشته باشد. کورترایت ادعا کرد: «ده‌ها هزار کشته اضافی در جنوب مرکز در مقایسه با شمال تحریم شده اما سازمان ملل متحد نتیجه ناکامی بغداد در پذیرش و مدیریت صحیح تلاش‌های امدادی بشردوستانه سازمان ملل است.» در جنگ عراق برخی ازاین ایده که مرگ و میر بیش از ۵۰۰٬۰۰۰ مورد مناقشه، چرا که دولت عراق با مجموعه هدف از ارقام دخالت کرده بود (کارشناسان مستقل ممنوع شد).
سایر ناظران غربی مانند مت ولش و انتونی ارنو، استدلال می‌کنند که تفاوت در نتایج ذکر شده توسط نویسندگان مانند روبین ممکن است به این دلیل تحریم شد در دو بخش از عراق نیست، با توجه به چند تفاوت‌های منطقه‌های: در پول سرانه، در جنگ خسارت به زیرساخت‌ها و در سهولت نسبی که قاچاقچیان از تحریم‌ها از طریق مرزهای متخلخل شمالی فرار کردند. اسپاگات در پاسخ استدلال کرد که «سخت است باور کنیم که این عوامل می‌توانند به‌طور کامل معایب عمده‌ای از منطقه کردی را که شاید ۲۰ درصد از جمعیت در مقایسه با حدود ۰٫۳ درصد در جنوب/مرکز جابجا شده‌اند را تحت فشار قرار دهند» و این که نظرسنجی سلامت خانواده عراق میزان مرگ و میر کودکان در منطقه کردستان بالاتر از سایر نقاط عراق در اواسط دهه ۱۹۹۰ است.

### بحث در مورد تحریم‌ها و جنگ عراق

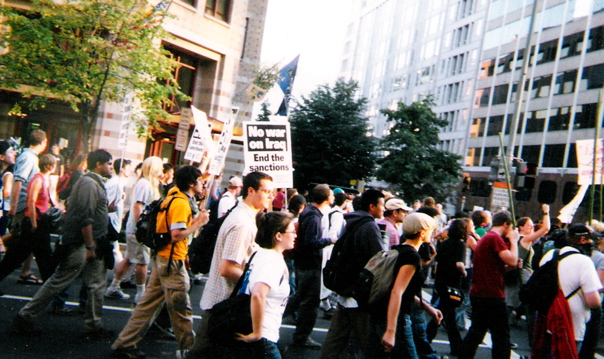
معترضان در واشینگتن دی سی علیه تحریم‌ها و حمله به عراق، ۲۰۰۲ یا ۲۰۰۳

برخی از تحلیلگران، مانند والتر راسل مید، تخمین زیادی از تلفات ناشی از تحریم‌ها را پذیرفتند، اما استدلال کردند که حمله به عراق بهتر از ادامه رژیم تحریم است، زیرا «هرسال مهار یک جنگ جدید خلیج فارس است.»

### مصاحبه آلبرایت
در ۱۲ مه ۱۹۹۶، مادلین آلبرایت (سفیر وقت ایالات متحده در سازمان ملل متحد) در بخش ۶۰دقیقهای ظاهر شد که در آن لسلی استال (با اشاره به مطالعه ۱۹۹۵ فائو) از او پرسید: "شنیده‌ایم که نیم میلیون کودک فوت کرد. منظورم این است که تعداد کودکانی که در هیروشیما جان باخته‌اند بیشتر است. و، می‌دانید، آیا قیمت ارزش آن را دارد؟" و آلبرایت پاسخ داد: «من فکر می‌کنم این انتخاب بسیار سختی است، اما قیمت، ما فکر می‌کنیم قیمت ارزش آن را دارد. آلبرایت بعداً نوشت که مقصر صدام حسین بود نه تحریم‌ها. او بخش استال را به عنوان «مقدار تبلیغهای عراق» مورد انتقاد قرار داد. گفت که سؤال او یک سوال بارگذاری شده‌است. نوشت: «من در تله افتاده بودم و چیزی را گفتم که قصد نداشتم». و از آمدن «به عنوان خونسرد و بی‌رحمانه» پشیمان شد. این بخش برنده جایزه امی شد. مخالفان تحریم «عدم انکار» آلبرایت را تأییدی بر تعداد بالای تلفات ناشی از تحریم‌ها دانستند.
آلبرایت در خاطره‌های خود در سال ۲۰۲۰ به این جنجال پرداخته‌است: «در واقع، تولیدکنندگان ۶۰ دقیقه فریب خوردند. تحقیق‌های بعدی نشان داد که مبلغان عراقی ناظران بین‌المللی را فریب داده‌اند… بر اساس مقاله‌ای در سال ۲۰۱۷ در مجله پزشکی بریتانیایی سلامت جهانی، داده‌ها برای نشان دادن افزایش شدید و پایدار - و عمدتاً غیرقابل وجود - در مرگ و میر کودکان دستکاری شده بودند. برای افزایش نگرانی‌های بین‌المللی و پایان دادن به تحریم‌های بین‌المللی… این به این معنا نیست که تحریم‌های سازمان ملل متحد به سختی‌ها در عراق کمک کرده‌است یا اینکه پاسخ من به سؤال استال اشتباه نبود. آن‌ها این کار را کردند و همین‌طور هم شد… سیاست ایالات متحده در طول دهه ۱۹۹۰ این بود که عراق را از بازسازی خطرناک‌ترین برنامه‌های سلاح‌هایی خود بازدارد. به جز جنگی دیگر، تحریم‌های سازمان ملل بهترین وسیله برای انجام این کار بود.»

### تحقیق عراق
تحقیق عراق به رهبری سر جان چیلکات بیانیه فوریه ۲۰۰۳ تونی بلر، نخست‌وزیر وقت بریتانیا را بررسی کرد که «امروزه از هر ۱۰۰۰ کودک عراقی، ۱۳۵ کودک پیش از پنج سالگی می‌میرند». این تحقیق نشان داد که رقم مورد بحث توسط کلر شورت وزیر امور خارجه توسعه بین‌المللی و دفتر امور خارجه و مشترک المنافع (FCO) بر اساس مطالعه بررسی مرگ و میر کودکان و مادران در عراق در سال ۱۹۹۹ به بلر ارائه شده‌است، اما یک هشدار داخلی از دفتر امور خارجه و منافع المشترک و وزارت توسعه بین‌المللی (DFID) است مبنی بر اینکه بررسی مرگ و میر کودکان و مادران در عراق از اعتبار مشکوک برخوردار است زیرا "با "کمک" رژیم عراق انجام شده و به برخی از چهره‌های عراقی تکیه کرده‌است" توسط یک مقام شماره ۱۰ خیابان داونینگ به بلر ابلاغ نشده‌است. این تحقیق با استناد به برآوردهای تجدیدنظر شده سازمان ملل مبنی بر اینکه نرخ مرگ و میر زیر پنج سال در عراق ۵۵ در هر ۱۰۰۰ در سال ۱۹۸۹، اشاره کرد که "سطح مرگ و میر کودکان در عراق که توسط بررسی مرگ و میر کودکان و مادران در عراق تخمین زده شده‌است به طور قابل توجهی بالاتر از برآورد شده توسط بررسی‌های بعدی بود."۴۶ نفر در هر ۱۰۰۰ در سال ۱۹۹۹، ۴۲ در هر ۱۰۰۰ در سال ۲۰۰۳، ۳۷ در هر ۱۰۰۰ در سال ۲۰۱۰ (زمانی که آقای بلر مدارک خود را به تحقیق ارائه کرد).

## لغو تحریم‌ها
پس از جنگ عراق در سال ۲۰۰۳، رژیم تحریم‌ها تا حد زیادی در ۲۲ مه ۲۰۰۳ (به استثنای برخی استثناهای مربوط به سلاح‌ها و درآمد نفت) توسط بند ۱۰ قطعنامه ۱۴۸۳ شورای امنیت سازمان ملل پایان یافت.
تحریم‌هایی که به ایالات متحده و بریتانیا کنترل درآمد نفتی عراق را می‌داد تا دسامبر ۲۰۱۰ برداشته نشد. تحریم‌های فصل هفتم که مستلزم پرداخت ۵ درصد از درآمد نفت و گاز طبیعی عراق به‌عنوان غرامت به کویت بود، از آن زمان برداشته شده‌است و تقریباً ۱۱ میلیارد دلار آمریکا به دولت کویت پرداخت نشده‌است. در دسامبر ۲۰۲۱، بانک مرکزی عراق اعلام کرد که کل بدهی ۵۲ میلیارد دلاری خود به عنوان غرامت جنگی به کویت را پرداخت کرده‌است.

## میراث
اسامه بن لادن، رهبر القاعده، در فتوای سال ۱۹۹۸، تحریم‌های عراق را به عنوان توجیهی برای خشونت علیه آمریکایی‌ها ذکر کرد. بن لادن اظهار داشت که تحریم‌ها باعث کشته شدن یک میلیون عراقی در تلاش برای «ویران کردن عراق، قدرتمندترین کشور عربی همسایه» شده‌است.
فرانچسکو گیوملی در مقاله ای در سال ۲۰۱۵ خاطرنشان کرد که شورای امنیت سازمان ملل از اواسط دهه ۱۹۹۰ تحریم‌های جامع را به نفع تحریم‌های هدفمند کنار گذاشته‌است، با مناقشه در مورد اثربخشی و آسیب‌های غیرنظامی منتسب به تحریم‌های عراق نقش مهمی ایفا کرده‌است. در این تغییر آمده‌است: «تحریم‌های اعمال‌شده بر عراق در سال ۱۹۹۰ همه کالاهایی را که وارد یا از کل کشور خارج می‌شوند، در بر می‌گیرد، در حالی که تحریم‌هایی که امروز اعمال می‌شوند اغلب علیه اشخاص حقیقی یا غیردولتی هستند و دامنه محدودتری دارند… دیدگاه گسترده… که ۵۰۰۰۰۰ کودک عراقی در نتیجه تحریم‌های جامع سازمان ملل کشته شدند، خود ناقوس مرگ را برای سودمندی درک شده از اقدام‌های جامع به صدا درآورد در همین راستا، خود آلبرایت در سال ۲۰۲۰ به مصاحبه‌کننده‌ای گفت: «ما از بسیاری جهت‌ها یادگرفتیم که تحریم‌های جامع اغلب به مردم کشور آسیب می‌زند و واقعاً آنچه را که برای تغییر رفتار کشور تحت تحریم می‌خواهند انجام نمی‌دهند؛ بنابراین ما شروع به بررسی چیزی به نام «تحریم‌های هوشمند» یا «تحریم‌های هدفمند» کردیم.»